# Bellator MMA: Quarta Temporada

## Torneios

### Peso meio-pesado
|  | Quartas de Final | Quartas de Final  | Quartas de Final |                |                | Semifinal         | Semifinal | Semifinal |  |  | Final | Final | Final |  |
|  |                  |                   |                  |                |                |                   |           |           |  |  |       |       |       |  |
|  |                  | Christian M'Pumbu | TKO              |                |                |                   |           |           |  |  |       |       |       |  |
|  |                  | Christian M'Pumbu | TKO              |                |                |                   |           |           |  |  |       |       |       |  |
|  | Estados Unidos   | Chris Davis       | 3                |                |                |                   |           |           |  |  |       |       |       |  |
|  | Estados Unidos   | Chris Davis       | 3                |                |                | Christian M'Pumbu | TKO       |           |  |  |       |       |       |  |
|  |                  |                   |                  |                |                | Christian M'Pumbu | TKO       |           |  |  |       |       |       |  |
|  |                  |                   | Estados Unidos   | Tim Carpenter  | 1              |                   |           |           |  |  |       |       |       |  |
|  | Estados Unidos   | Tim Carpenter     | Estados Unidos   | Tim Carpenter  | 1              | DD                |           |           |  |  |       |       |       |  |
|  | Estados Unidos   | Tim Carpenter     |                  |                |                |                   |           |           |  |  |       |       |       |  |
|  | Brasil           | Daniel Gracie     | 3                |                |                |                   |           |           |  |  |       |       |       |  |
|  | Brasil           | Daniel Gracie     | 3                |                |                | Christian M'Pumbu | TKO       |           |  |  |       |       |       |  |
|  |                  |                   |                  |                |                |                   |           |           |  |  |       |       |       |  |
|  |                  |                   | Estados Unidos   | Rich Hale      | 3              |                   |           |           |  |  |       |       |       |  |
|  | Estados Unidos   | Rich Hale         | Estados Unidos   | Rich Hale      | 3              | FIN               |           |           |  |  |       |       |       |  |
|  | Estados Unidos   | Rich Hale         |                  |                |                |                   |           |           |  |  |       |       |       |  |
|  | Estados Unidos   | Nik Fekete        | 1                |                |                |                   |           |           |  |  |       |       |       |  |
|  | Estados Unidos   | Nik Fekete        | 1                |                | Estados Unidos | Rich Hale         | DD        |           |  |  |       |       |       |  |
|  |                  |                   |                  |                | Estados Unidos | Rich Hale         | DD        |           |  |  |       |       |       |  |
|  |                  |                   | Estados Unidos   | D.J. Linderman | 3              |                   |           |           |  |  |       |       |       |  |
|  | Estados Unidos   | D.J. Linderman    | Estados Unidos   | D.J. Linderman | 3              | TKO               |           |           |  |  |       |       |       |  |
|  | Estados Unidos   | D.J. Linderman    |                  |                |                |                   |           |           |  |  |       |       |       |  |
|  | Estados Unidos   | Raphael Davis     | 3                |                |                |                   |           |           |  |  |       |       |       |  |

### Peso meio-médio
|  | Quartas de Final | Quartas de Final     | Quartas de Final |               |                | Semifinal  | Semifinal | Semifinal |  |  | Final | Final | Final |  |
|  |                  |                      |                  |               |                |            |           |           |  |  |       |       |       |  |
|  | Estados Unidos   | Jay Hieron           | FIN              |               |                |            |           |           |  |  |       |       |       |  |
|  | Estados Unidos   | Jay Hieron           | FIN              |               |                |            |           |           |  |  |       |       |       |  |
|  | Estados Unidos   | Anthony Lapsley 1[›] | 1                |               |                |            |           |           |  |  |       |       |       |  |
|  | Estados Unidos   | Anthony Lapsley 1[›] | 1                |               | Estados Unidos | Jay Hieron | DU        |           |  |  |       |       |       |  |
|  |                  |                      |                  |               | Estados Unidos | Jay Hieron | DU        |           |  |  |       |       |       |  |
|  |                  |                      | Estados Unidos   | Brent Weedman | 3              |            |           |           |  |  |       |       |       |  |
|  | Estados Unidos   | Brent Weedman        | Estados Unidos   | Brent Weedman | 3              | UD         |           |           |  |  |       |       |       |  |
|  | Estados Unidos   | Brent Weedman        |                  |               |                |            |           |           |  |  |       |       |       |  |
|  | Estados Unidos   | Dan Hornbuckle       | 3                |               |                |            |           |           |  |  |       |       |       |  |
|  | Estados Unidos   | Dan Hornbuckle       | 3                |               | Estados Unidos | Jay Hieron | DD        |           |  |  |       |       |       |  |
|  |                  |                      |                  |               |                |            |           |           |  |  |       |       |       |  |
|  |                  |                      | Estados Unidos   | Rick Hawn     | 3              |            |           |           |  |  |       |       |       |  |
|  | Estados Unidos   | Rick Hawn            | Estados Unidos   | Rick Hawn     | 3              | DD         |           |           |  |  |       |       |       |  |
|  | Estados Unidos   | Rick Hawn            |                  |               |                |            |           |           |  |  |       |       |       |  |
|  | Inglaterra       | Jim Wallhead         | 3                |               |                |            |           |           |  |  |       |       |       |  |
|  | Inglaterra       | Jim Wallhead         | 3                |               | Estados Unidos | Rick Hawn  | DD        |           |  |  |       |       |       |  |
|  |                  |                      |                  |               | Estados Unidos | Rick Hawn  | DD        |           |  |  |       |       |       |  |
|  |                  |                      | Estados Unidos   | Lyman Good    | 3              |            |           |           |  |  |       |       |       |  |
|  | Estados Unidos   | Lyman Good           | Estados Unidos   | Lyman Good    | 3              | DD         |           |           |  |  |       |       |       |  |
|  | Estados Unidos   | Lyman Good           |                  |               |                |            |           |           |  |  |       |       |       |  |
|  | Estados Unidos   | Chris Lozano         | 3                |               |                |            |           |           |  |  |       |       |       |  |

^ 1: Anthony Lapsley substituiu Steve Carl após Carl ser forçado a se retirar da luta com uma lesão no pé.

### Peso leve
|  | Quartas de Final | Quartas de Final   | Quartas de Final |                 |                | Semifinal        | Semifinal | Semifinal |  |  | Final | Final | Final |  |
|  |                  |                    |                  |                 |                |                  |           |           |  |  |       |       |       |  |
|  | Estados Unidos   | Michael Chandler   | 'FIN             |                 |                |                  |           |           |  |  |       |       |       |  |
|  | Estados Unidos   | Michael Chandler   | 'FIN             |                 |                |                  |           |           |  |  |       |       |       |  |
|  | Polónia          | Marcin Held        | 1                |                 |                |                  |           |           |  |  |       |       |       |  |
|  | Polónia          | Marcin Held        | 1                |                 | Estados Unidos | Michael Chandler | DU        |           |  |  |       |       |       |  |
|  |                  |                    |                  |                 | Estados Unidos | Michael Chandler | DU        |           |  |  |       |       |       |  |
|  |                  |                    | Estados Unidos   | Lloyd Woodard   | 3              |                  |           |           |  |  |       |       |       |  |
|  | Estados Unidos   | Lloyd Woodard      | Estados Unidos   | Lloyd Woodard   | 3              | TKO              |           |           |  |  |       |       |       |  |
|  | Estados Unidos   | Lloyd Woodard      |                  |                 |                |                  |           |           |  |  |       |       |       |  |
|  | Estados Unidos   | Carey Vanier       | 2                |                 |                |                  |           |           |  |  |       |       |       |  |
|  | Estados Unidos   | Carey Vanier       | 2                |                 | Estados Unidos | Michael Chandler | DU        |           |  |  |       |       |       |  |
|  |                  |                    |                  |                 |                |                  |           |           |  |  |       |       |       |  |
|  |                  |                    | Brasil           | Patricky Freire | 3              |                  |           |           |  |  |       |       |       |  |
|  | Brasil           | Patricky Freire    | Brasil           | Patricky Freire | 3              | TKO              |           |           |  |  |       |       |       |  |
|  | Brasil           | Patricky Freire    |                  |                 |                |                  |           |           |  |  |       |       |       |  |
|  | Estados Unidos   | Rob McCullough     | 3                |                 |                |                  |           |           |  |  |       |       |       |  |
|  | Estados Unidos   | Rob McCullough     | 3                |                 | Brasil         | Patricky Freire  | TKO       |           |  |  |       |       |       |  |
|  |                  |                    |                  |                 | Brasil         | Patricky Freire  | TKO       |           |  |  |       |       |       |  |
|  |                  |                    | Estados Unidos   | Toby Imada      | 1              |                  |           |           |  |  |       |       |       |  |
|  | Estados Unidos   | Toby Imada         | Estados Unidos   | Toby Imada      | 1              | FIN              |           |           |  |  |       |       |       |  |
|  | Estados Unidos   | Toby Imada         |                  |                 |                |                  |           |           |  |  |       |       |       |  |
|  | Estados Unidos   | Josh Shockley 1[›] | 1                |                 |                |                  |           |           |  |  |       |       |       |  |

^ 1: Josh Shockley substituiu Ferrid Kheder após Kheder se recusou ao se pesar.

### Peso pena
|  | Quartas de Final | Quartas de Final   | Quartas de Final |               |                | Semifinal       | Semifinal | Semifinal |  |  | Final | Final | Final |  |
|  |                  |                    |                  |               |                |                 |           |           |  |  |       |       |       |  |
|  | Brasil           | Patricio Freire    | KO               |               |                |                 |           |           |  |  |       |       |       |  |
|  | Brasil           | Patricio Freire    | KO               |               |                |                 |           |           |  |  |       |       |       |  |
|  | Arménia          | Georgi Karakhanyan | 3                |               |                |                 |           |           |  |  |       |       |       |  |
|  | Arménia          | Georgi Karakhanyan | 3                |               | Brasil         | Patricio Freire | KO        |           |  |  |       |       |       |  |
|  |                  |                    |                  |               | Brasil         | Patricio Freire | KO        |           |  |  |       |       |       |  |
|  |                  |                    | Brasil           | Wilson Reis   | 3              |                 |           |           |  |  |       |       |       |  |
|  | Brasil           | Wilson Reis        | Brasil           | Wilson Reis   | 3              | FIN             |           |           |  |  |       |       |       |  |
|  | Brasil           | Wilson Reis        |                  |               |                |                 |           |           |  |  |       |       |       |  |
|  | Estados Unidos   | Zac George         | 1                |               |                |                 |           |           |  |  |       |       |       |  |
|  | Estados Unidos   | Zac George         | 1                |               | Brasil         | Patricio Freire | DU        |           |  |  |       |       |       |  |
|  |                  |                    |                  |               |                |                 |           |           |  |  |       |       |       |  |
|  |                  |                    | Estados Unidos   | Daniel Straus | 3              |                 |           |           |  |  |       |       |       |  |
|  | Estados Unidos   | Daniel Straus      | Estados Unidos   | Daniel Straus | 3              | DU              |           |           |  |  |       |       |       |  |
|  | Estados Unidos   | Daniel Straus      |                  |               |                |                 |           |           |  |  |       |       |       |  |
|  | Argentina        | Nazareno Malegarie | 3                |               |                |                 |           |           |  |  |       |       |       |  |
|  | Argentina        | Nazareno Malegarie | 3                |               | Estados Unidos | Daniel Straus   | FIN       |           |  |  |       |       |       |  |
|  |                  |                    |                  |               | Estados Unidos | Daniel Straus   | FIN       |           |  |  |       |       |       |  |
|  |                  |                    | Estados Unidos   | Kenny Foster  | 3              |                 |           |           |  |  |       |       |       |  |
|  | Estados Unidos   | Kenny Foster       | Estados Unidos   | Kenny Foster  | 3              | FIN             |           |           |  |  |       |       |       |  |
|  | Estados Unidos   | Kenny Foster       |                  |               |                |                 |           |           |  |  |       |       |       |  |
|  | Estados Unidos   | Eric Larkin        | 1                |               |                |                 |           |           |  |  |       |       |       |  |